# Sezon 2010/2011 w curlingu
Zestawienie rozgrywek curlingowych w sezonie 2010/2011.
|                | Zawody                                                                     | 1.                                            | 2.                                                                     | 3.                                                                     |
| -------------- | -------------------------------------------------------------------------- | --------------------------------------------- | ---------------------------------------------------------------------- | ---------------------------------------------------------------------- |
|                | Mistrzostwa Europy Mikstów Howwood, 20–25 września 2010                    | David Edwards                                 | Claudio Pätz                                                           | Rainer Schöpp                                                          |
|                | Mistrzostwa Europy – Grupa C Howwood, 24–28 września 2010                  | Carolyn Hibberd                               | Canan Melis Akyıldız                                                   | Daniela Matulová                                                       |
| Pavol Pitoňák  | Mistrzostwa Europy – Grupa C Howwood, 24–28 września 2010                  | Dmitrij Kiriłow                               | Jans Kristinn Gislason                                                 |                                                                        |
| Polska         | Mistrzostwa Polski Juniorów 2010 Cieszyn, 13–15 października 2010          | KŚ AZS PŚl. Gliwice Kamikaze (Elżbieta Ran)   | RKC X-Treme Ruda Śl. (Magdalena Szołkiewicz)                           | AZS Łódź (Zuzanna Rybicka)                                             |
| Polska         | Mistrzostwa Polski Juniorów 2010 Cieszyn, 13–15 października 2010          | MKS Axel Toruń (Bartosz Dzikowski)            | KŚ AZS PŚl. Gliwice (Rafał Sypień)                                     | AZS Łódź (Aleksander Grzelka)                                          |
| Polska         | Mistrzostwa Polski 2010 Cieszyn, 15–17 października 2010                   | ŚKC Spark Katowice (Justyna Beck)             | KŚ AZS PŚl. Gliwice Dzwoneczki (Elżbieta Ran)                          | RKC Curlik Ruda Śląska (Ilona Dominiczak)                              |
| Polska         | Mistrzostwa Polski 2010 Cieszyn, 15–17 października 2010                   | ŚKC Marlex Team Katowice (Tomasz Zioło)       | MCC Fazi (Paweł Frynia)                                                | KŚ AZS PŚl. Gliwice Smok i Jego Wesoła Kompanija (Andrzej Augustyniak) |
|                | Kwalifikacje do mistrzostw świata na wózkach Lohja, 7–12 listopada 2010    | Wang Haitao                                   | Marat Romanow                                                          | Andrea Tabanelli                                                       |
| Kanada         | Canadian Mixed Curling Championship Morris, 13–20 listopada 2010           | Robert Campbell                               | Terry McNamee                                                          | Paul Flemming                                                          |
|                | Mistrzostwa Strefy Pacyfiku Uiseong, 16–23 listopada 2010                  | Kim Ji-sun                                    | Wang Bingyu                                                            | Mayo Yamaura                                                           |
| Wang Fengchun  | Mistrzostwa Strefy Pacyfiku Uiseong, 16–23 listopada 2010                  | Lee Dong-keun                                 | Hugh Millikin                                                          |                                                                        |
| Kanada         | The Dominion Curling Club Championship Charlottetown, 23–28 listopada 2010 | Nanette Dupont                                | Darlene Gillies                                                        | Stacey Fordyce Courtney Smith                                          |
| Kanada         | The Dominion Curling Club Championship Charlottetown, 23–28 listopada 2010 | Darren Camm                                   | Chris Van Huyse                                                        | Kerry Leckie Steve Irwin                                               |
| Kanada         | Canada Cup Medicine Hat, 1–5 grudnia 2010                                  | Stefanie Lawton                               | Cheryl Bernard                                                         | Shannon Kleibrink                                                      |
| Kanada         | Canada Cup Medicine Hat, 1–5 grudnia 2010                                  | Glenn Howard                                  | Kevin Martin                                                           | Kevin Koe                                                              |
|                | Mistrzostwa Europy Champéry, 4–11 grudnia 2010                             | Stina Viktorsson                              | Eve Muirhead                                                           | Mirjam Ott                                                             |
| Thomas Ulsrud  | Mistrzostwa Europy Champéry, 4–11 grudnia 2010                             | Rasmus Stjerne                                | Christof Schwaller                                                     |                                                                        |
|                | Europejski Challenge Juniorów Praga, 3–8 stycznia 2011                     | Kristine Davanger                             | Martina Linde                                                          | Laura Gualtiero                                                        |
| Lukáš Klíma    | Europejski Challenge Juniorów Praga, 3–8 stycznia 2011                     | Artiom Szmakow                                | Harri Lill                                                             |                                                                        |
|                | Mistrzostwa Strefy Pacyfiku Juniorów Naseby, 9–16 stycznia 2011            | Sayaka Yoshimura                              | Kim Eun-jung                                                           | Chelsea Farley                                                         |
| Huang Jihui    | Mistrzostwa Strefy Pacyfiku Juniorów Naseby, 9–16 stycznia 2011            | Kim Jeong-min                                 | Yuta Matsumura                                                         |                                                                        |
|                | Continental Cup St. Albert, 13–16 stycznia 2011                            | Ameryka Północna                              | Reszta świata                                                          | –                                                                      |
|                | TSN Curling Skins Game Rama, 22–23 stycznia 2011                           | Kevin Martin                                  | David Murdoch                                                          | Cheryl Bernard                                                         |
|                | Zimowa Uniwersjada Erzurum, 27 stycznia-6 lutego 2011                      | Anna Sloan                                    | Anna Sidorowa                                                          | Kim Ji-sun                                                             |
| Kim Chang-min  | Zimowa Uniwersjada Erzurum, 27 stycznia-6 lutego 2011                      | Pascal Hess                                   | Lukáš Klíma                                                            |                                                                        |
| Kanada         | Canadian Junior Curling Championships Calgary, 29 stycznia-5 lutego 2011   | Trish Paulsen                                 | Nadine Chyz                                                            | Breanne Meakin                                                         |
| Kanada         | Canadian Junior Curling Championships Calgary, 29 stycznia-5 lutego 2011   | Braeden Moskowy                               | Mat Camm                                                               | Colin Thomas                                                           |
| Polska         | Ogólnopolska Olimpiada Młodzieży Krynica-Zdrój, 7–10 lutego 2011           | CCC Warszawa                                  | KŚ AZS PŚ Gliwice                                                      | SCC Wa ku’ta Sopot                                                     |
| Kanada         | Scotties Tournament of Hearts Charlottetown, 19–27 lutego 2011             | Amber Holland                                 | Jennifer Jones                                                         | Heather Smith-Dacey                                                    |
|                | Mistrzostwa Świata na Wózkach Praga, 22 lutego–1 marca 2011                | Jim Armstrong                                 | Aileen Neilson                                                         | Rune Lorentsen                                                         |
|                | Mistrzostwa Świata Juniorów Perth, 5–13 marca 2011                         | Eve Muirhead                                  | Trish Paulsen                                                          | Anna Sidorowa                                                          |
| Oskar Eriksson | Mistrzostwa Świata Juniorów Perth, 5–13 marca 2011                         | Peter de Cruz                                 | Steffen Mellemseter                                                    |                                                                        |
| Kanada         | Tim Hortons Brier London, 5–13 marca 2011                                  | Jeff Stoughton                                | Glenn Howard                                                           | Brad Gushue                                                            |
|                | Mistrzostwa Świata Kobiet Esbjerg, 19–27 marca 2011                        | Anette Norberg                                | Amber Holland                                                          | Wang Bingyu                                                            |
| Kanada         | Canadian Senior Curling Championships Digby, 19–26 marca 2011              | Heidi Hanlon                                  | Joyce Potter                                                           | Delores Syrota                                                         |
| Kanada         | Canadian Senior Curling Championships Digby, 19–26 marca 2011              | Kelly Robertson                               | Brad Hannah                                                            | Jeff Thomas                                                            |
| Kanada         | Canadian Wheelchair Curling Championship Edmonton, 20–27 marca 2011        | Chris Sobkowicz                               | Bruno Yizek                                                            | Mike Fitzgerald                                                        |
|                | Mistrzostwa Świata Mężczyzn regina, 2–10 kwietnia 2011                     | Jeff Stoughton                                | Tom Brewster                                                           | Niklas Edin                                                            |
| Polska         | Mistrzostwa Polski Juniorów 2011 Gliwice, 15–17 kwietnia 2011              | KŚ AZS PŚl. Gliwice Dzwoneczki (Elżbieta Ran) | KŚ AZS PŚl. Gliwice (Marta Pluta)                                      | CCC Warszawa Śfiry (Aneta Lipińska)                                    |
| Polska         | Mistrzostwa Polski Juniorów 2011 Gliwice, 15–17 kwietnia 2011              | KŚ AZS PŚl. Gliwice (Rafał Sypień)            | AZS Łódź (Aleksander Grzelka)                                          | MKS Axel Toruń (Bartosz Dzikowski)                                     |
| Polska         | Mistrzostwa Polski 2011 Gliwice, 15–17 kwietnia 2011                       | KŚ AZS PŚl. Gliwice Kamikaze (Elżbieta Ran)   | KŚ AZS PŚl. Gliwice Cool Art (Agnieszka Pluta)                         | RKC Curlik (Ilona Dominiczak)                                          |
| Polska         | Mistrzostwa Polski 2011 Gliwice, 15–17 kwietnia 2011                       | ŚKC Marlex Team (Tomasz Zioło)                | KŚ AZS PŚl. Gliwice Smok i Jego Wesoła Kompanija (Andrzej Augustyniak) | KŚ AZS PŚl. Gliwice MiRRMiŁ (Michał Bratuś)                            |
|                | Mistrzostwa Świata Par Mieszanych Saint Paul, 17–23 kwietnia 2011          | Sven Michel, Alina Pätz                       | Aleksiej Cełusow, Alina Kowalowa                                       | Amaury Pernette, Pauline Jeanneret                                     |
|                | Mistrzostwa Świata Seniorów Saint Paul, 16–23 kwietnia 2011                | Christine Jurgenson                           | Ingrid Meldahl                                                         | Chantal Forrer                                                         |
| Mark Johnson   | Mistrzostwa Świata Seniorów Saint Paul, 16–23 kwietnia 2011                | Geoff Goodland                                | Hugh Millikin                                                          |                                                                        |

## Eliminacje do Mistrzostw Kanady 2011
| Prowincja                  | Kobiety                                                                        | Kobiety               | Mężczyźni                                                                        | Mężczyźni       |
| -------------------------- | ------------------------------------------------------------------------------ | --------------------- | -------------------------------------------------------------------------------- | --------------- |
| Alberta                    | AB Scotties Tournament of Hearts Camrose, 26–30 stycznia 2011                  | Shannon Kleibrink     | Boston Pizza Cup High River, 9–13 lutego 2011                                    | Kevin Martin    |
| Jukon                      | Yukon/NWT Scotties Tournament of Hearts Whitehorse, 27–30 stycznia 2011        | Kerry Galusha         | Yukon/NWT Men’s Curling Championship Yellowknife, 10–13 lutego 2010              | Jamie Koe       |
| Kolumbia Brytyjska         | BC Scotties Tournament of Hearts Cloverdale, 17–23 stycznia 2011               | Kelly Scott           | Canadian Direct Insurance BC Men’s Provincials Vernon, 7–13 lutego 2011          | Jim Cotter      |
| Manitoba                   | MB Scotties Tournament of Hearts Altona, 26–30 stycznia 2011                   | Cathy Overton-Clapham | Safeway Championship Beausejour, 9–13 lutego 2011                                | Jeff Stoughton  |
| Northern Ontario           | –                                                                              | –                     | The Dominion NO Provincial Men’s Championship Fort William, 6–13 lutego 2011     | Brad Jacobs     |
| Nowa Fundlandia i Labrador | NL Scotties Tournament of Hearts St. John’s, 19–23 stycznia 2011               | Stacie Devereaux      | NL Tankard St. John’s, 1–6 lutego 2011                                           | Brad Gushue     |
| Nowa Szkocja               | NS Scotties Tournament of Hearts Dartmouth, 25–30 stycznia 2011                | Heather Smith-Dacey   | NS Men’s Molson Provincial Championship Dartmouth, 1–6 lutego 2011               | Shawn Adams     |
| Nowy Brunszwik             | NB Scotties Tournament of Hearts Moncton, 26–30 stycznia 2011                  | Andrea Kelly          | Molson Canadian Men’s Provincial Curling Championship Miramichi, 2–6 lutego 2011 | James Grattan   |
| Ontario                    | ON Scotties Tournament of Hearts Thornhill, 24–30 stycznia 2011                | Rachel Homan          | Dominion Tankard Grimsby, 7–13 lutego 2011                                       | Glenn Howard    |
| Quebec                     | Championnat Provincial des Coeurs Scotties Gatineau, 30 stycznia-6 lutego 2011 | Marie-France Larouche | Championnat provincial de curling masculin Gatineau, 30 stycznia-6 lutego 2011   | François Gagné  |
| Saskatchewan               | SK Provincial Scotties Tournament of Hearts Outlook, 26–30 stycznia 2011       | Amber Holland         | SaskTel Tankard Battleford, 2–6 lutego 2011                                      | Pat Simmons     |
| Wyspa Księcia Edwarda      | PEI Scotties Tournament of Hearts Cornwall, 27–31 stycznia 2011                | Suzanne Birt          | Labatt Tankard Silver Fox, 3–8 lutego 2010                                       | Eddie MacKenzie |
| –                          | Scotties Tournament of Hearts 2010 Sault Ste. Marie, 30 stycznia-7 lutego 2010 | Jennifer Jones        | –                                                                                | –               |